# La Brea (TV-serie)
La Brea är en amerikansk science fiction och dramaserie från 2021. Första säsongen bestod av 10 avsnitt och hade premiär den 17 januari 2022. Den andra säsongen bestående av 14 avsnitt har premiär på Viaplay den 12 september 2023. Serien har blivit förnyad med en tredje säsong.

## Handling
Serien kretsar kring familjen Harris som splittras i två delar när ett massivt hål öppnar sig mitten av Los Angeles. Mamman och sonen dras ner i hålet tillsammans med en grupp människor, och de transporteras till en mystisk värld där faror lurar runt varje hörn. Kvar på Jorden är dottern och pappan, som försöker hitta ett sätt att få tillbaka mamman och sonen.

## Rollista i urval
- Natalie Zea - Eve Harris
- Eoin Macken - Gavin Harris
- Chiké Okonkwo - Ty Coleman
- Karina Logue - Marybeth Hill
- Zyra Gorecki - Izzy Harris
- Jack Martin - Josh Harris
- Veronica St. Clair - Riley Velez
- Rohan Mirchandaney - Scott Israni
- Lily Santiago - Veronica Castillo
- Jon Seda - Dr. Sam Velez
- Josh McKenzie - Lucas Hayes
- Nicholas Gonzalez - Levi Delgado
- Tonantzin Carmelo - Paara
- Ione Skye - Jessica Harris
- Toby Truslove - Adam Markman
- Pacharo Mzembe - Tony Greene
- Stephen Lopez - Billy Fisher
- Damien Fotiou - Judah
- Ming-Zhu Hii - Dr. Rebecca Aldridge
- Mark Lee - Silas
- Martin Sensmeier - Taamet
- Simone McAullay - Kiera